# Celeste Buckingham
Celeste Rizvana Buckingham (ur. 3 maja 1995 w Zurychu) – słowacka piosenkarka pochodzenia amerykańsko-szwajcarskiego.
Jest finalistką drugiego sezonu programu Česko Slovenská Superstar. W 2012 roku wydała swój debiutancki album Don't Look Back i była nominowana do MTV Europe Music Awards w kategorii Best Czech and Slovak Act. Była jurorem słowacko-czeskiej wersji formatu X Factor. W 2013 roku zdobyła nagrodę OTO jako piosenkarka roku.

## Dyskografia (wybór)
Albumy studyjne
| Tytuł           | Szczegóły albumu                                         |
| --------------- | -------------------------------------------------------- |
| Don't Look Back | Data wydania: 20 kwietnia 2012 Wytwórnia: EMI Format: CD |
| Where I belong  | Data wydania: 18 listopada 2013 Format: CD               |